# Karlijn Tromp
Karlijn Tromp is een van de hoofdpersonages in de strip Jan, Jans en de kinderen van Jan Kruis. Ze is gebaseerd op een echt bestaand persoon: Leontine Kruis, de oudste dochter van de striptekenaar. 

## Achtergrond
Karlijn is de oudste dochter van Jan en Jans Tromp. Ze heeft een jongere zus, Catootje, en later ook een klein broertje, Gertje. Karlijn heeft de spitse neus en het experimentele karakter van haar moeder geërfd. 
Karlijn wordt als een van de weinige personages in de strip ouder. Gedurende de eerste paar jaar is ze 10 à 12 jaar oud en zit ze nog op de basisschool. Daarna lijkt ze eerder 15 of 16 en zit ze in een van de laatste jaren van de middelbare school, waar ze het niet erg naar haar zin heeft. 
In album 5 (een bundel van de oorspronkelijke stripjes uit 1974-1975) wordt Karlijn vegetariër. Dit lijkt in eerste instantie een voorbijgaande fase aangezien ze in album 7 een karbonaadje aanneemt. In album 8 bekeert Karlijn zich echter opnieuw tot het vegetarisme. Er ontstaat een running gag in de strip, waarbij Karlijn stelselmatig de (kerst)maaltijd tracht te verpesten door onderwerpen aan te snijden als de bio-industrie en wereldvoedselproblematiek. Met name Jan stoort zich hier vreselijk aan.
Karlijn is ook in andere opzichten tamelijk brutaal, puberaal en recalcitrant; zo komt ze af en toe met een vriend thuis waar haar ouders niet zo blij mee zijn. Ook wil ze voortdurend meegaan in de laatste mode. Een paar keer wordt Karlijn ook van school geschorst vanwege wangedrag.
Karlijns liefdesleven lijkt nogal onstabiel zonder vaste relaties, maar is wel een van de terugkerende thema's in de strip. Een van de belangrijkste onderwerpen waar Karlijn met haar ouders over praat zijn haar –  mislukte – pogingen om een jongen te versieren.

## In andere strips
In 2009 had Karlijn haar eigen strip in Jetix Meiden Magazine, Karlijn's Leven. Later verscheen ze ook in het weekblad Tina met Karlijn, Catootje en de Ouders.